# 廊酒
廊酒或班尼狄克丁是由法国人亞歷山大·勒格朗于19世纪始创的一种草本利口酒。
制造商除了生产廊酒外，同时生产一种称之为「B&B」（Bénédictine and Brandy）的酒精飲料，通过将廊酒与白兰地一起蒸馏，使得B&B比起廊酒不那么甜。19世纪30年代就有B&B生产，当时人们试图将廊酒和白兰地混合成一种口味较干的酒饮来饮用。
廊酒与B&B的酒精浓度一直都标称为40%（80 Proof）。直到最近，二者的酒精浓度才调整为43%（86 Proof）。1977年，制造商生产了一款30%酒精浓度的咖啡力娇酒——Café Bénédictine，使用廊酒和咖啡味力娇酒混合调制。如今Café Bénédictine已经不再生产。取而代之，如今公司生产一种单桶廊酒（Bénédictine Single Cask），使用独特的黑色瓶子灌装，只在法国诺曼底Fécamp的Palais de la Bénédictine's专卖店出售。
美国、马来西亚和新加坡是廊酒最大的消费市场。

## 历史
根据传说，在诺曼底的本笃会費康修道院，一位威尼斯僧侣Dom Bernardo Vincelli发明了一种延年益寿的药酒，受到国王弗朗索瓦一世的大加赞赏。然而积年累月原始的配方已经遗失，事实是葡萄酒商人亞歷山大·勒格朗在本地药剂师的帮助下，独自研发了廊酒的配方。而历史上也没有证据表明有以为名叫Dom Bernardo Vincelli的威尼斯僧侣，抑或弗朗索瓦一世曾经在費康修道院居住过。亞歷山大炮制并传播了这个传说，将酒铭刻上城市历史的痕迹，目的就是为了提高廊酒的销量。

## 生产
廊酒的配方是一个极高度的商业机密，形式上只有3个人知道配方的秘密。配方中公开的成分包括当归根和籽，牛膝草，杜松，没药，番紅花，肉豆蔻皮，冷杉树的花，芦荟，山金车，蜜蜂花的葉和莖，鐵線蕨，绿茶，百里香，芫荽，丁香，柠檬，香子蘭，橙皮，蜂蜜，红莓，肉桂和肉豆蔻。
酒液需要多次蒸馏过程，并在橡木桶中陈酿两年左右。
许多人试图复制这款酒，瓶子和标签都被模仿，甚至标着Bénédictine的名字。制造商斥责其为“冒牌货”（Salle des Contrefaçons），声称侵犯了他们的知识产权，并提起诉讼。然而，在与西班牙西洛斯的聖多明戈修道院的诉讼中落败，因为当地的僧侣同样声称他们长时间以来酿制这种药酒。
每一瓶廊酒都会在标签上印着缩写“D.O.M.”，代表“Deo Optimo Maximo”（献给至高无上的主）。这个缩写通常被本笃会文献中用作开篇词句，象征奉献精神。
开始亞歷山大以本笃会为商标生产廊酒，配以容易辨识的酒瓶形状和商标图案。然后家族把这款酒卖给了马提尼与罗西公司，并最终为百加得集团所有。

## 饮用

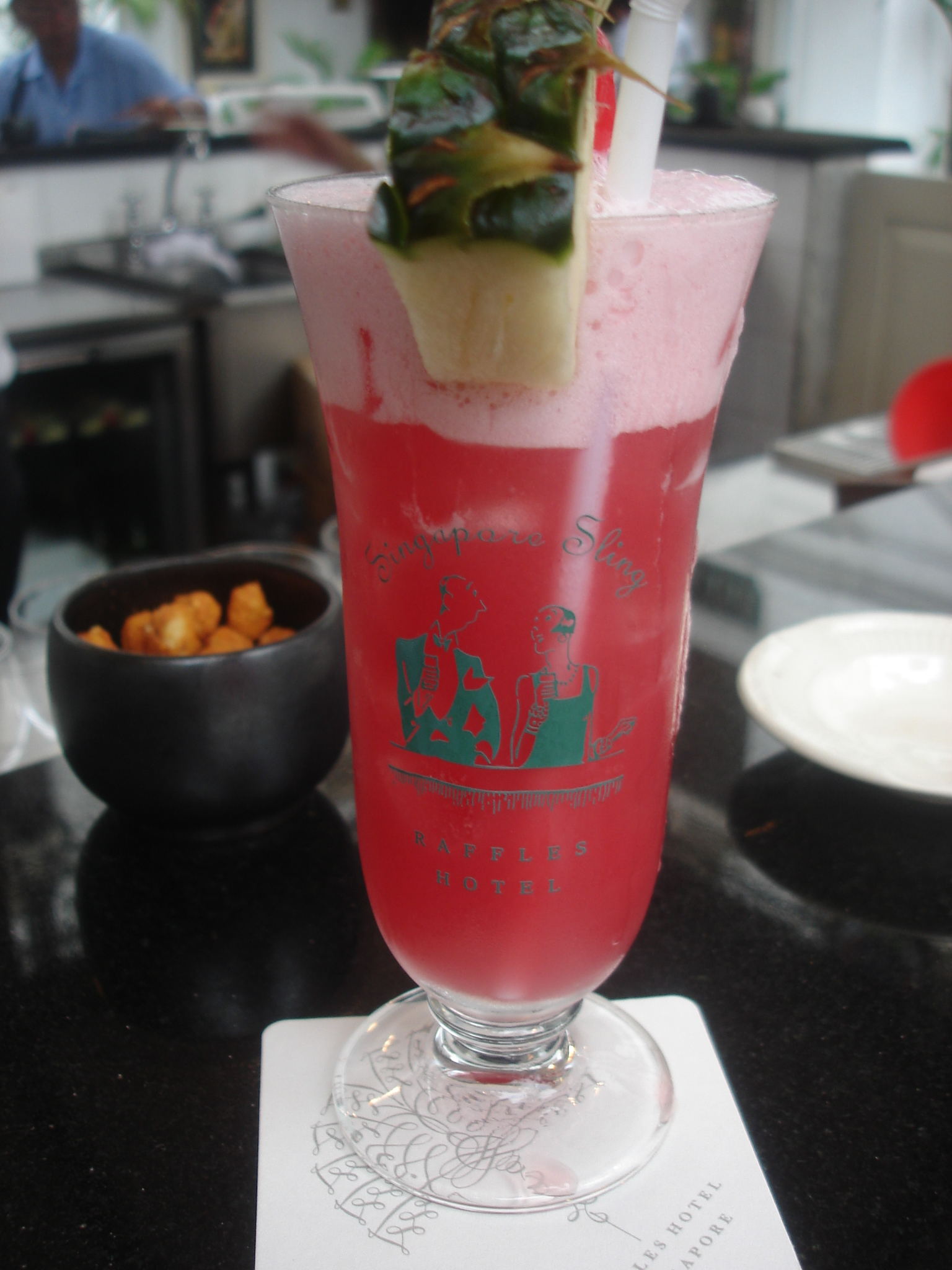
新加坡司令

一般，廊酒作为药酒单独饮用。也有将廊酒混合白兰地或者力娇酒饮用以改变其风味。有数款使用廊酒或者B&B的力娇酒，包括弗里斯科（Frisco）、德比（Derby）、新加坡司令、老廣場（Vieux Carré）和蒙地卡羅（Monte Carlo）。

## 烹饪
在诺曼底地区，廊酒还被广泛的用来制作各种美食，如truffes à la Bénédictine（本笃会松露），soufflé à la Bénédictine等，也常在蔬菜、肉类或海鲜的烹饪中用到廊酒。